# Апсель

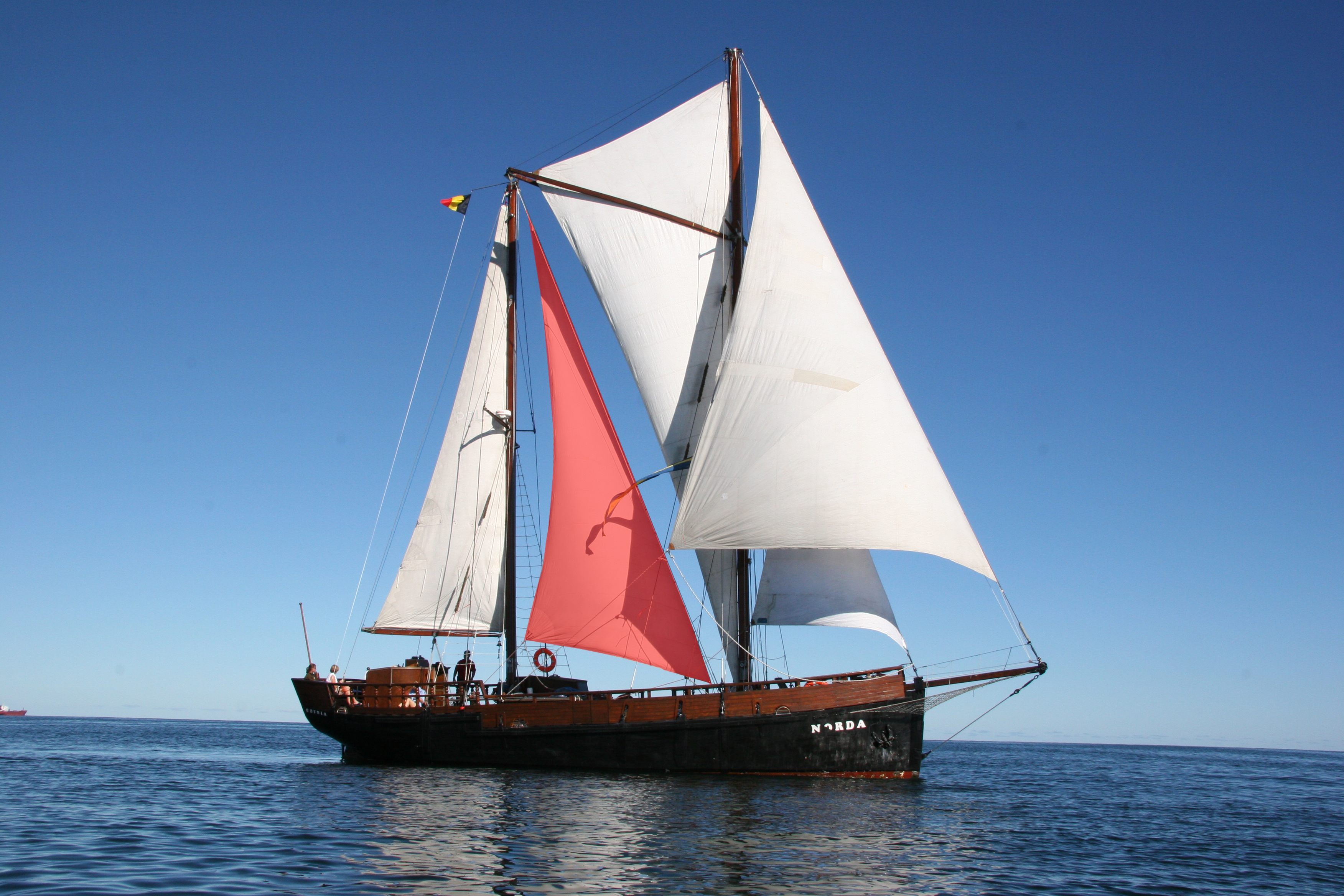
Апсель (виділено червоним) кеча Norda

Апсель (виділено червоним)

А́псель (від нід. aap-zeil — «мавпяче вітрило») — трикутне косе вітрило, найнижче зі стакселів. Апсель ставиться на штагах бізань-щогли на вітрильних суднах з прямим озброєнням. Також апсель ставиться на двощоглових яхтах у слабкий вітер, коли судно тривалий час змушене йти одним галсом. Для ефективного використовування апселя і на курсах галфвінд, деякі яхти оснащуються як великим апселем, прикріпленим галсом поблизу щогли, так і малим, що знаходяться приблизно на середині відстані між обома щоглами.
Галсовий кут апселя кріпиться на палубі судна з навітряного боку від грота-гіка, а шкот проводять через нок бізань-гіка, тому він одночасно стає аеродинамічно вигідною розпіркою для останнього.
Снасть, по якій піднімається і опускається апсель, називається апсель-леєром.